# Bataillon de chasseurs à cheval
 (avril 2013).
Si vous disposez d'ouvrages ou d'articles de référence ou si vous connaissez des sites web de qualité traitant du thème abordé ici, merci de compléter l'article en donnant les références utiles à sa vérifiabilité et en les liant à la section « Notes et références ».
Le bataillon de chasseurs à cheval (néerlandais : Bataljon Jagers te Paard) est un bataillon bilingue de l'armée belge de type ISTAR né de la fusion d'unités de reconnaissance de la composante terre en janvier 2011. On y retrouve le 2/4 régiment de chasseurs à cheval et le 1er régiment de chasseurs à cheval - Guides.
Le bataillon ISTAR participe [Quand ?] actuellement à la NRF 16 (NATO Response Force).

## Organisation
Il est composé de :
- 1 escadron d'état-major et services (escadron T),
- 1 escadron de reconnaissance blindé léger francophone équipé de Pandur Recce (escadron A)
  - 1 Peloton de commandement (5em et 6em peloton)

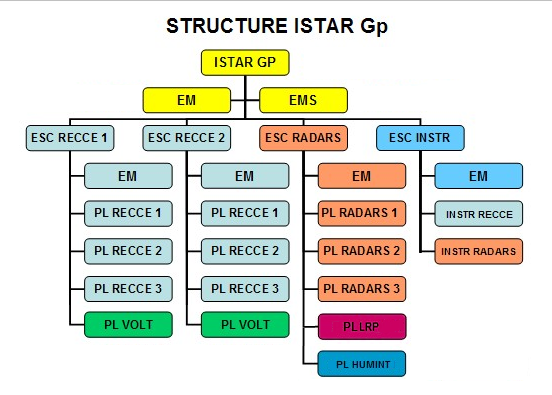

  - 3 Peloton de Reconnaissance blindé léger (1er,2em et 3em pelotons)
  - 1 Peloton de Voltigeurs (7em peloton)
- 1 escadron de reconnaissance blindé léger néerlandophone équipé de Pandur Recce (escadron C),
  - 1 Peloton de commandement (5em et 6em peloton)
  - 3 Peloton de Reconnaissance blindé léger (1er,2em et 3em pelotons)
  - 1 Peloton de Voltigeurs (7em peloton)
- 1 escadron radars bilingue équipé de radar SCB 2130A sur Unimog (jusqu'en 2019) et M113 SCB (escadron B),, 9 radars Thales Squire bloc 2 à partir de mi-2019[1]
  - 1 Peloton de commandement (5em et 6em peloton)
  - 3 Peloton de radars (1er,2em et 3em pelotons)
- 1 escadron d'instruction (escadron D)
  - 1 Peloton d'instruction Cadres
  - 1 Peloton d'instruction Recces
  - 1 Peloton d'instruction Radars

## Étendard
Il lui est attribué le 28 octobre 2011 l'étendard du 1er régiment de chasseurs à cheval.
Il porte les inscriptions suivantes :
- Campagne 1914-1918
- Anvers
- Reigersvliet
- Gette

Il porte la fourragère aux couleurs de la Croix de guerre et la croix des évadés.

## Chefs de corps
- 2018 : Lieutenant-colonel BEM Dolpire
- 2016 : Lieutenant-colonel BEM Van Loo[2]
- 2014 : Lieutenant-Colonel BEM[3] Pierard
- 2011 - 2014: Lieutenant-Colonel Breveté d'état-major Abts

## Notes et références

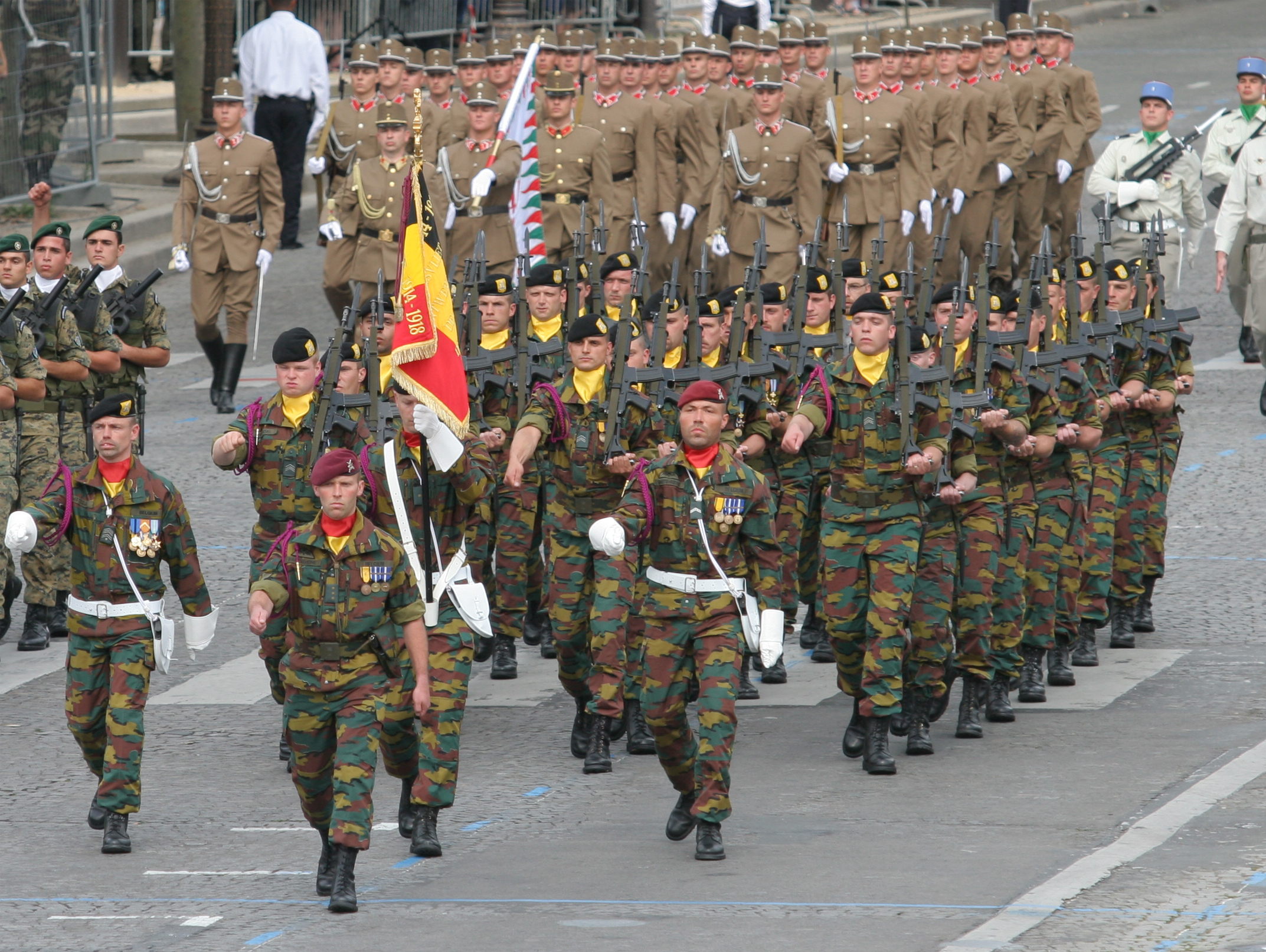
2/4 chch lors d'un défilé du 14 juillet en France